# Hesperothamnus
Hesperothamnus Brandegee – rodzaj roślin z rodziny bobowatych (Fabaceae). Według The Plant List obejmuje 5 gatunków. 

## Systematyka
Pozycja według APweb (aktualizowany system APG III z 2009)
Jeden z rodzajów plemienia Millettieae z podrodziny bobowatych właściwych (Faboideae) z rodziny bobowatych (Fabaceae) należącej do rzędu bobowców (Fabales) reprezentującego dwuliścienne właściwe.
Wykaz gatunków
| - Hesperothamnus brachycalyx Rydb. - Hesperothamnus ehrenbergii (Harms) Harms - Hesperothamnus littoralis (Brandegee) Brandegee - Hesperothamnus pentaphyllus (Harms) Harms - Hesperothamnus purpusii (Harms) Harms |